# Music Is My Language
"Music Is My Language" – drugi singel DJ-a Aligatora, został wykonany z Arashem, wydany w 2005 roku przez duński oddział EMI.

## Lista utworów
- CD maxi-singel (2005)[2]

1. "Music Is My Language" (Radio Edit) – 3:38
2. "Music Is My Language" (Club Version) – 4:48
3. "Music Is My Language" (Trance Late Mix) – 7:55
4. "Music Is My Language" (Hard Mix) – 4:18
5. "Music Is My Language" (Payami Remix) – 4:16
6. "Music Is My Language" (Monday Morning Mix) – 6:01

## Notowania na listach przebojów
| Kraj  | Lista (2005)       | Najwyższa pozycja |
| ----- | ------------------ | ----------------- |
| Dania | Tracklisten Top 40 | 11                |